# Иван Дионисиев
Иван Дионисиев е български икономист, писател, публицист и дисидент.

## Биография
Иван Дионисиев е роден през октомври 1923 година в Пловдив. 17-годишен тръгва да се запише в Чуждестранния легион, но е върнат като непълнолетен.
През 1941 г. се включва в акции срещу германските жп конвои с гориво за Източния фронт и е арестуван. Получава смъртна присъда, но тъй като е непълнолетен лежи три години във Варненския затвор.
След Деветосептемврийския преврат през 1944 г. пловдивският областен отдел на Работническия младежки съюз му поверява отдел „Агитация и пропаганда“. Записва се да следва и завършва икономика във Висшия икономически институт „Карл Маркс“ (днес УНСС) в София. Ръководи редица предприятия, а в един период и цялата промишленост в Пловдивска област. Вижда грешките на комунистическата власт и не може да се примири с тях. С група съмишленици (т.нар. група на Куфарджиев) се противопоставя на линията на БКП. Групата изработва платформа за корекции на политиката на управляващите, предлагайки оздравителни реформи, и на 1 юни 1960 г. я представят на ЦК на БКП. Иван Дионисиев успява да я предаде и на запад за публикуване в комунистическите вестници „Юманите“ (Франция) и „Унита“ (Италия). Реакцията на властта е изключване на членовете на групата от БКП и изселването им, заедно със семействата им, в лагери за цигани, спрени от скитничество, по Дунава и в Добруджа. Дионисиев прекарва 4 години край Дунава.
След завръщането си в Пловдив е принуден да работи тежка физическа работа, но със съдействието на писателя Емил Манов получава позволение за работа в местни вестници. Стига до главен редактор на „Асеновградски зов“ и „Кооперативна борса“. Автор на много материали на икономическа тема за радиото и телевизията в Пловдив през 70-те и 80-те години на XX век.
След падането на комунистическата власт премиерът Андрей Луканов обявява в Народното събрание реабилитацията на групата (1990). Иван Дионисиев продължава да вижда и да критикува  недомислени действия и на новата власт. Гради нова платформа за развитие на България. Създава първата в Пловдив борса „Бразди“, развива бизнес отношения с Китай.
На младини футболист, по-късно той става запален планинар.
Иван Дионисиев има четири брака и четири деца.
Умира през 2008 г.

## Избрана библиография
Дионисиев е съавтор на „Книга за виното“ (1982), заедно с Илия Зайков и Георги Петров, в която възхваляват сорта вино Мавруд.
- Дионисиев, Иван. Корени в чернозема.   Пловдив, Христо Г. Данов, 1985. с. 206.
- Дионисиев, Иван. Истории с дъх на старо вино: С препоръки от стари винари как да си направим домашно вино.   София, Гея-Либрис, 1999. ISBN 954-9550-15-Х. с. 72.
- Дионисиев, Иван. Нова пловдивска хроника.   Пловдив, Макрос, 2001. ISBN 954-561-101-4. с. 180.
- Дионисиев, Иван. Чудаците на Пловдив.   Пловдив, Бизнес, 2002. ISBN 954-91124-1-1. с. 80.
- Дионисиев, Иван. Върху храстите не падат мълнии: Комунизмът – житейски съдби: Антропологическа анкета.   София, Институт за изследване на близкото минало, 2007. ISBN 978-954-9597-01-1. с. 334.